# 서포리항
서포리항(西浦里港)은 인천광역시 옹진군 덕적면 서포1리, 덕적도 섬에 있는 어항이다. 2006년 8월 30일 어촌정주어항으로 지정되었다. 어항관리청은 옹진군수이다.

## 어항구역
본 항의 어항구역은 다음과 같다.
- 수역: 서포리항 서쪽기점에서 남동쪽으로 854m, 동남쪽으로 180m지점을 순차적으로 연결하는 선 내의 공유수면(652,000m2)

## 어항 시설
- 선착장 98m , 방파제 165m , 호안 180m

## 기본 계획
- 선착장 정비 12m, 호안 정비 70m[2]

## 정비 계획
- 선착장정비 12m , 호안정비 70m[2]

## 주요 어종
- 우럭, 광어, 농어, 바다장어, 굴